# 間宮祥太朗
間宮 祥太朗（まみや しょうたろう、1993年〈平成5年〉6月11日 - ）は、日本の俳優。本名、馬渡 祥太朗（まわたり しょうたろう）。
神奈川県横浜市出身。トライストーン・エンタテイメント所属。

## 来歴
- 中学生時代に主婦の友社『Hana-*chu→』にて読者モデルとして活躍[5]。
- 2008年、日本テレビ『スクラップ・ティーチャー〜教師再生〜』日置祥太朗役で俳優デビュー[6]。
- 2015年、NHK土曜ドラマ『ちゃんぽん食べたか』主人公の高校時代の友人、樫山満役
- 2016年、読売テレビ『ニーチェ先生』でドラマ初主演。
- 2017年、『お前はまだグンマを知らない』にて映画初主演[7]。
- 2018年、NHK連続テレビ小説『半分、青い。』では永野芽郁演じるヒロイン鈴愛の夫となる森山涼次役で朝ドラ初出演[8][9]。
- 2019年、桜井日奈子とダブル主演を務めた『殺さない彼と死なない彼女』が第32回東京国際映画祭にて特別招待作品として上映[10][11]。
- 2020年、NHK『麒麟がくる』にて大河ドラマ初出演[12]。明智光安の嫡男で後に光秀と共に本能寺の変を引き起こす明智左馬助（秀満）を演じた[13]。
- 2021年、実写版『東京リベンジャーズ』で悪役・稀咲鉄太を演じる。
- 2022年、フジテレビ『ナンバMG5』でプライム帯連続ドラマ初主演[14]。
- 2023年3月12日、品川インターシティホールで本人初のファンミーティングを開催。お昼、おやつ、夜ご飯の時間に3公演。約2時間弱の公演をMCをつけること無く、全て1人で回すという偉業を成し遂げた。
- 2024年7月8日、所属事務所の公式サイトで結婚を発表した[4][15]。
- 2025年5月2日、第1子の誕生が所属事務所を通して発表された[16]。

## 人物
小学生の頃から映画に親しみ、映画に携わる仕事をしたいと思っていた。好きな映画としてよく挙げるのは鈴木清順監督『ツィゴイネルワイゼン』とレオス・カラックス監督『ホーリー・モーターズ』。
趣味はギターと映画鑑賞、音楽鑑賞。靴のサイズは28cm。
幼い頃から阪神タイガースファンであり、自身も小学校1年生から中学校2年生まで野球をしており、投手を務めていた。2019年7月23日に甲子園球場で開催された阪神タイガース対横浜DeNAベイスターズ戦のファーストピッチセレモニーに登板。当時プロ野球始球式での芸能人で当時最速139km/hを記録した。現在は2位となっている。なお、憧れの選手は金本知憲で、今でも家にフィギュアを置いている。2022年には、脳腫瘍に襲われ、闘病の末24歳の若さで引退した元阪神の横田慎太郎の著書をドラマ化した『奇跡のバックホーム』で横田の役を演じる。
阪神タイガース・梅野隆太郎選手の親友(いわばマブダチ)である。
2018年のNHK連続テレビ小説『半分、青い。』で朝ドラ初出演となったが、オファーを受けた際の感想を聞かれると「僕の顔は朝向きではないと思っていたのでビックリした」「朝から見ると胃もたれする(ような顔)」とのコメントを口にしつつ、 予てよりファンであった北川悦吏子脚本作品への意気込みを語った。
2019年11月、プライベートで雨の日に転倒し、左足を骨折する全治1か月の怪我を負う。同月15日に行われた主演映画『殺さない彼と死なない彼女』の初日舞台挨拶には松葉づえ姿で登場した。
一人っ子である。

## 出演

### テレビドラマ
- スクラップ・ティーチャー〜教師再生〜（2008年10月10日 - 12月11日、日本テレビ） - 日置祥太朗 役
- ふたつのスピカ（2009年6月18日 - 7月30日、NHK総合） - 生徒 役
- オトコマエ!2 最終話（2009年12月12日、NHK総合） - 太一 役
- ヤンキー君とメガネちゃん（2010年4月23日 - 6月25日、TBS） - 柳川徹 役
- 明日の光をつかめ 最終話（2010年9月3日、東海テレビ） - 照井雅弘 役
- 黄金の豚-会計検査庁 特別調査課- 第3話 （2010年11月3日、日本テレビ） - レジデント 役
- 3年B組金八先生ファイナル（2011年3月27日、TBS）
- 花ざかりの君たちへ〜イケメン☆パラダイス〜2011（2011年7月10日 - 9月18日、フジテレビ） - 淡路圭介 役
- 最高の人生の終り方〜エンディングプランナー〜 第2話（2012年1月19日、TBS） - 不良 役
- 放課後はミステリーとともに（2012年4月23日 - 6月25日、TBS） - 荒木田聡史 役
- 金曜プレステージ・女秘匿捜査官 原麻希 アゲハ（2012年7月13日、フジテレビ） - 関谷眞一 役
- 空飛ぶ広報室 第6話（2013年5月19日、TBS） - フルール・ヴォーカル 役
- Oh,My Dad!! 第3話（2013年7月25日、フジテレビ） - 木島隼人 役
- 山田くんと7人の魔女（2013年8月 - 9月、フジテレビ） - 五十嵐潮 役
- ミス・パイロット（2013年10月 - 12月、フジテレビ） - 岸井泰治 役
- 弱くても勝てます 〜青志先生とへっぽこ高校球児の野望〜（2014年4月12日 - 6月21日、日本テレビ） - 岡留圭 役
- 水球ヤンキース（2014年7月12日 - 9月20日、フジテレビ） - 千秋亮 役
- 金田一少年の事件簿N(neo) 第3話・第4話（2014年8月2日 - 9日、日本テレビ） - 海老沢邦明 役
- 素敵な選TAXI 第2話（2014年10月21日、関西テレビ） - 達也 役
- 信長協奏曲 第4話（2014年11月3日、フジテレビ） - 斎藤龍興 役
- 学校のカイダン（2015年1月10日 - 3月14日、日本テレビ） - 須堂夏樹 役
- ちゃんぽん食べたか（2015年5月 - 8月、NHK総合） - 樫山満 役
- 24時間テレビスペシャルドラマ・母さん、俺は大丈夫（2015年8月22日、日本テレビ） - 有竹純太 役
- ホテルコンシェルジュ 第8話（2015年9月1日、TBS） - 保科誠也 役
- ニーチェ先生（2016年、読売テレビ） - 主演・仁井智慧（ニーチェ先生） 役
- “青の時代”名曲ドラマシリーズ 荒井由実「ひこうき雲」（2016年3月24日、NHK BSプレミアム） - 来生 役
- 早子先生、結婚するって本当ですか?（2016年4月 - 6月、フジテレビ） - 港草介 役[27]
- ON 異常犯罪捜査官・藤堂比奈子 第2話・第3話（2016年7月19日、フジテレビ） - 霜川ケンジ 役
- 勇者ヨシヒコと導かれし七人 第6話（2016年11月12日、テレビ東京） - 盗賊C 役
- スーパーサラリーマン左江内氏 第7話（2017年2月25日、日本テレビ） - 高萩省吾 役
- お前はまだグンマを知らない（2017年3月6日 - 27日、日本テレビ） - 主演・神月紀 役[28]
- 僕たちがやりました（2017年7月18日 - 9月19日、関西テレビ）- 伊佐美翔 役[29]
- ドクターX〜外科医・大門未知子〜第5シリーズ 第5話（2017年11月9日、テレビ朝日）- 五反田五郎 役
- 今からあなたを脅迫します 第6話 - 最終話（2017年11月26日 - 12月17日、日本テレビ）‐ 須藤直人（スナオ）役
- スペシャルドラマ必殺仕事人（2018年1月7日、ABCテレビ・テレビ朝日） - 雀蓮 役
- BG〜身辺警護人〜（2018年1月 - 3月、テレビ朝日） - 沢口正太郎 役[30]
  - BG〜身辺警護人〜第2章（2020年6月 - 7月、テレビ朝日） - 沢口正太郎 役
- やれたかも委員会 エピソード1「山なみ編 横たわる山なみ」（2018年4月30日、MBS / 2018年5月2日、TBS） - 増田伸照 役
- 連続テレビ小説 半分、青い。 第82回 - 第108回・第111回・第150回・第152回・第153回（2018年7月5日 - 8月4日・9日・9月22日・25日・26日、NHK） - 森山涼次 役[31][32]
- ゼロ 一獲千金ゲーム（2018年7月15日 - 9月16日、日本テレビ） - 末崎セイギ 役
- ハケン占い師アタル（2019年1月17日 - 3月14日、テレビ朝日） - 目黒円 役
- べしゃり暮らし（2019年7月27日 - 9月14日、テレビ朝日） - 主演・上妻圭右 役[33]
- 俺の話は長い 第4話・第7話・最終話（2019年11月2日・11月23日・12月14日、日本テレビ） - 渡利順平 役[34]
- 僕はどこから（2020年1月9日 - 3月19日、テレビ東京） - 藤原智美 役
- エ・キ・ス・ト・ラ!!! 第1話（2020年1月17日、関西テレビ） - ゲスト主演・柴崎翔 役
- ハムラアキラ〜世界で最も不運な探偵〜（2020年1月24日 - 3月6日、NHK総合） - 岡田正太郎 役[35]
- アリバイ崩し承ります 第6話（2020年3月7日、テレビ朝日） - 真壁剛士 役[36]
- 大河ドラマ 麒麟がくる（2020年4月5日 - 、NHK総合） - 明智左馬助 役[37]
- SUITS/スーツ2 第12話（2020年9月28日、フジテレビ） - 松井圭介役
- #リモラブ 〜普通の恋は邪道〜（2020年10月14日 - 12月23日、日本テレビ） - 五文字順太郎 役[38]
- オー!マイ・ボス!恋は別冊で（2021年1月12日 - 3月16日、TBS） - 中沢涼太 役[39]
- コタローは1人暮らし 第4話・第5話・最終話（2021年5月15日・5月22日・6月26日、テレビ朝日） - 青田学 役[40]
- IP〜サイバー捜査班（2021年7月1日 - 9月16日、テレビ朝日） - 多和田昭平 役[41]
- バンクオーバー!〜史上最弱の強盗〜（2021年9月19日・26日、日本テレビ） - 主演・猿渡佐助 役[42]
- ファイトソング（2022年1月11日 - 3月15日、TBS） - 芦田春樹 役[43]
- 奇跡のバックホーム（2022年3月13日、ABCテレビ・テレビ朝日） - 主演・横田慎太郎 役[44]
- ナンバMG5（2022年4月13日 - 6月22日、フジテレビ） - 主演・難破剛 役[45][46]
  - ナンバMG5 特別編「全開バリバリでアリガト」編（2022年6月29日、フジテレビ） - 主演・難波剛 役[47]
- 魔法のリノベ（2022年7月18日 - 9月19日、関西テレビ・フジテレビ） - 福山玄之介 役[48][49]
- ペンディングトレイン-8時23分、明日 君と 第6話 - 最終話（2023年5月26日 - 6月23日、TBS） - 蓮見涼平 役[50]
- 真夏のシンデレラ（2023年7月10日 - 9月18日、フジテレビ） - 主演・水島健人 役（森七菜とW主演）[51]
- アリバイ崩し承りますスペシャル（2024年4月6日、テレビ朝日） - 真壁剛士 役
- ACMA:GAME アクマゲーム（2024年4月7日 - 6月9日、日本テレビ） - 主演・織田照朝 役[52][53]
  - ACMA:GAME アクマゲーム ワールドエンド（2024年10月25日、日本テレビ） - 主演・織田照朝 役[54]
- ハスリンボーイ（2024年11月1日 - 12月20日、WOWOW）- 主演・久保田タモツ 役[55][56]
- イグナイト -法の無法者-（2025年4月18日 - 6月27日、TBS） - 主演・宇崎凌 役[57]

### バラエティ
- ウルトラゾーン（2011年10月16日 - 2012年3月25日、tvk他） - ナオキ 役
- 戦国鍋TV 〜なんとなく歴史が学べる映像〜（2012年4月 - 2012年9月、tvk他） - AKR四十七 堀部安兵衛 役 ／ 幕×JAPAN SUGI (高杉晋作) 役
- オモクリ監督（2014年11月23日、フジテレビ） - タクミ 役（笠原秀幸監督によるショートドラマ内の役として出演）
- 芸能人格付けチェック
  - 2019 お正月スペシャル　（2019年1月1日）朝日放送テレビ
  - 2024 お正月スペシャル （2024年1月1日→7日）テレビ朝日

### 映画
- Stand up boys（2010年）
- ヴァージン 30代篇「ふかくこの性を愛すべし」（2012年）
- 希望の国（2012年10月20日）
- ユダ（2013年）
- ライチ☆光クラブ（2016年2月13日） - ジャイボ 役
- 高台家の人々（2016年6月4日） - 高台和正 役[58]
- 黒い暴動♥（2016年7月30日） - 柴田隆浩 役
- 闇金ウシジマくん ザ・ファイナル（2016年10月22日） - 鰐戸三蔵 役[59]
- 帝一の國（2017年4月29日） - 氷室ローランド 役[60]
- お前はまだグンマを知らない（群馬公開2017年7月15日、全国公開2017年7月22日） - 主演・神月紀 役[28]
- トリガール!（2017年9月1日） - 坂場大志 役[61]
- 全員死刑（2017年11月18日） - 主演・首塚タカノリ 役[28]
- 不能犯（2018年2月1日） - 川端タケル 役
- 食べる女（2018年9月21日） - シノザキ 役
- 翔んで埼玉（2019年2月22日）- 埼玉県人の青年 役[62]
- ホットギミック ガールミーツボーイ（2019年6月28日） - 成田凌 役[63]
- 殺さない彼と死なない彼女（2019年11月15日） - 主演・小坂れい 役（桜井日奈子とW主演）[64]
- Red（2020年2月21日） - 村主真　役
- 東京リベンジャーズシリーズ - 稀咲鉄太 役
  - 東京リベンジャーズ（2021年7月9日） [65]
  - 東京リベンジャーズ2 血のハロウィン編 -運命-（2023年4月21日）[66]
  - 東京リベンジャーズ2 血のハロウィン編 -決戦-（2023年6月30日）[66]
- 破戒（2022年7月8日） - 主演・瀬川丑松 役[67]
- Gメン（2023年8月25日） - 難破剛 役[68]
- ある閉ざされた雪の山荘で（2024年1月12日） - 本多雄一 役[69][70]
- 変な家（2024年3月15日） - 主演・雨宮 役（佐藤二朗とW主演）[71]
- 劇場版 ACMA:GAME 最後の鍵（2024年10月25日） - 主演・織田照朝 役[72]
- アンダーニンジャ（2025年1月24日） - 加藤 役[73]
- ババンババンバンバンパイア - ギャング 役[74]

### 配信ドラマ
- ひだまりの場所〜初恋〜（2010年、NTTドコモ BeeTV） - 草壁信也 役
- dTVオリジナルドラマ『高台家の人々』（2016年6月、dTV） - 高台茂正Jr. 役
- オー!マイ・ツンデレ!恋は別冊で（2021年1月12日 - 、Paravi） - 主演・中沢涼太 役
- トークサバイバー!（2022年3月8日配信、Netflix）- 斉木 役[75]

### 舞台
- ハーパー・リーガン（2010年9月4日 - 9月26日、PARCO劇場、演出：長塚圭史）
- 露出狂（2012年7月26日 - 8月29日、PARCO劇場・森ノ宮ピロティホール・中京大学文化市民会館 プルニエホール、演出：中屋敷法仁）
- VISUALIVE『ペルソナ4』the EVOLUTION（2012年10月、銀河劇場、演出：奥秀太郎）
- 銀河英雄伝説
  - 銀河英雄伝説 輝く星 闇を裂いて（2012年11月15日 - 11月18日、東京国際フォーラム ホールC）
  - 銀河英雄伝説 第三章 内乱（2013年3月-4月、青山劇場）- ラインハルト・フォン・ローエングラム 役
  - 銀河英雄伝説 初陣 もうひとつの敵（2013年8月、日本青年館）- 主演 ラインハルト・フォン・ミューゼル少佐 役[76]
  - 銀河英雄伝説 第四章 前篇 激突前夜（2013年11月 - 12月、東京国際フォーラム　ホールC） - ラインハルト・フォン・ローエングラム 役
  - 銀河英雄伝説 第四章 後篇 激突（2014年2月、青山劇場） - ラインハルト・フォン・ローエングラム 役
  - 銀河英雄伝説 特別公演 星々の軌跡（2015年6月、Zeppブルーシアター六本木） - ラインハルト・フォン・ローエングラム 役
- 飛龍伝（2013年1月23日 - 1月27日、下北沢 本多劇場、演出：中屋敷法仁）- 桂木順一郎 役
- ナイスガイ in ニューヨーク（2016年12月、シアタークリエ）
- ツダマンの世界（2022年12月 - 、Bunkamura シアターコクーン / ロームシアター京都 メインホール） - 長谷川葉蔵 役[77]
- Bunkamura Production 2024『台風23号』（2024年10月5月 - 11月9日、THEATER MILANO-Za / 森ノ宮ピロティホール / 穂の国とよはし芸術劇場PLAT 主ホール 演出：赤堀雅秋） - 主演（森田剛とW主演）[78]
- 朗読劇リーガルシリーズ佐方貞人『検事の本懐』（2025年8月1日 - 3日〈予定〉、草月ホール）[79]

### プロモーションビデオ
- ORANGE RANGE「瞳の先に」（2009年7月8日）
- 福原美穂「LET IT OUT」（2009年9月9日）
- miwa「春になったら」（2011年2月23日）
- 矢沢永吉「IT'S UP TO YOU!」（2012年8月1日）

### CM
- リクルート「タウンワーク」『バイトの神様』
  - 「バイトの神様・登場」『30秒』篇、（※（15秒）『歓喜』篇、『ケイン』篇、『発射』篇）（2018年7月21日 - ）[80]
  - 「バイトの神様・やる気の出る歌」『15秒』篇、『熱唱』篇、『照れる』篇（2018年9月8日 - ）[81]
  - 「グイグイくる彼女」『爆笑』篇、『大好き』篇（2018年11月3日 - ）[82]
  - 「友人のバイトの神様」『仲良し』篇、『号泣』篇、『ワイワイ』篇（2019年1月1日 - ）[83][84]
  - 「バイトの偽神様」『おいしー』篇、 『偽サウンド』篇（2019年3月2日 - ）[85]
  - 「神様の想い」『カラオケ』篇、『デュエット』篇（2019年4月27日 - ）[86]
- 花王「アタックZERO」 - ショータロー 役[87]
  - 『ゼロ洗浄、はじまる』篇（2019年4月1日 - ）
  - 『ワンハンドプッシュ 初めて』篇、『ドラム式専用 家電量販店にて』篇（2019年4月5日 - ）
  - 『再現してみた』篇（2019年4月17日 - ）
  - 『これって洗剤?』篇、『パーフェクト!』篇（2023年8月2日 - ）[88]
- ソニー・インタラクティブエンタテインメント
  - 「PS4×『モンスターハンターワールド　アイスボーン』間宮、熱唱篇」（2019年8月24日 - ）[89]
  - 「PlayStation 4」 『えーーーー!!!!』篇」（2019年12月16日 - ）[90]
- シック・ジャパン「ハイドロ５カスタム コンフォート」『敏感肌』篇（2019年11月8日 - ）[91]
- ロッテ「クーリッシュ」
  - 『頑張るふたり』篇 （2021年6月23日 - ）[92]
  - 『ミッションインクーリッシュ』篇（2022年6月28日 - ）[93]
  - 『ぬくぬく〜りっしゅ』篇（2022年10月18日 - ）[94]
  - 『もう待てない!』篇（2023年4月26日 - ）[95]
- サントリー食品インターナショナル「サントリー THE STORONG 天然水スパークリング」『強く、清く』篇 （2021年6月27日 - ）[96]
- NEC「LAVIE」『LAVIE言い過ぎ?篇 』 (2021年11月23日 - ）[97]
- キリンビール「本搾りTM」『果実とお酒だけでつくる』篇（2024年2月27日 - ）[98]

### 吹替
- ドラマ『戦争と平和』（2016年9月 - 、NHK総合） - アンドレイ・ボルコンスキイ 役[99]

### 劇場アニメ
- BLUE GIANT（2023年2月17日公開、東宝映像事業部） - 沢辺雪祈 役[100]
- 不思議の国でアリスと -Dive in Wonderland-（2025年8月29日公開予定、松竹） - 浦井洸 役[101]

## 書籍

### 写真集
- 未熟者（2015年3月14日、ワニブックス）ISBN 978-4847047268
- GREENHORN（2017年9月16日、ワニブックス）ISBN 978-4847049323
- 色（2021年3月13日、ワニブックス）

### 雑誌連載
- 一方通行→片道切符（『＋act.（プラスアクト）』2015年12月号 -、ワニブックス）

## 音楽

### 配信
- 僕たちがやりました／DISH//と凡下高がやりました（2017年7月18日）

### CD
- 戦国鍋TV ミュージック･トゥナイト なんとなく歴史が学べるCD 再出陣!編（2013年1月9日、スターチャイルド）- 堀部安兵衛・SUGI 役

## 受賞歴
2017年
第9回TAMA映画賞 最優秀新進男優賞（『トリガール！』『帝一の國』『劇場版 お前はまだグンマを知らない』『闇金ウシジマくん ザ・ファイナル』）
2020年
第29回日本映画批評家大賞 主演男優賞（『殺さない彼と死なない彼女』）
2023年
エランドール賞 「新人賞（TVガイド賞）」